# بیل چاتو
بیل چاتو (انگلیسی: Bill Tchato؛ زادهٔ ۱۴ مهٔ ۱۹۷۵) یک بازیکن فوتبال اهل کامرون است.
وی همچنین در تیم ملی فوتبال کامرون بازی کرده‌است.